# Arne Meurman
Arne Erik Meurman (* 6. April 1956) ist ein schwedischer Mathematiker.
Meurman gewann als Schüler 1974 und 1975 die Silbermedaille auf der Internationalen Mathematikolympiade. Er promovierte 1981 an der Rutgers University bei James Ivan Lepowsky (Characters of Rank Two Hyperbolic Lie Algebras as Functions at Quasiregular Cusps). Er ist Professor an der Universität Lund.
Nachdem John McKay, John Horton Conway und Simon Norton in den 1970er Jahren Mondschein-Eigenschaften von Modulformen fanden, die diese mit der Monstergruppe in Verbindung brachten, gelang es Igor Frenkel, James Lepowsky und Meurman in den 1980er Jahren Darstellungen der Monstergruppe in Vertexoperatoralgebren zu konstruieren, mit denen dann Richard Borcherds die Mondscheineigenschaften bewies. Vertexoperatoralgebren sind auch in der Stringtheorie und konformen Feldtheorie wichtig.

## Schriften
- mit Igor Frenkel, James Lepowsky: Vertex Operator Algebras and the Monster (= Pure and Applied Mathematics. 134). Academic Press, Boston MA u. a. 1988, ISBN 0-12-267065-5.
- mit Mirko Primc: Annihilating Fields of Standard Modules of {\displaystyle sl(\mathbb {2,C)} ^{\sim }} and Combinatorial Identities (= Memoirs of the American Mathematical Society. 652). American Mathematical Society, Providence RI 1999, ISBN 0-8218-0923-7.